# Tulane Stadium
Das Tulane Stadium (offiziell The Third Tulane Stadium) war ein College-Football-Stadion auf dem Campus der Tulane University in der US-amerikanischen Stadt New Orleans im Bundesstaat Louisiana. Es wurde 1935 zum Ausrichten der College-Football-Spiele der Tulane Green Wave sowie des Sugar Bowl erbaut. Die Anlage war von der Willow Street, der Calhoun Street, dem Audubon Boulevard und der South Claiborne Avenue umgeben. Anfang 1975 fand das letzte große Football-Spiel im Tulane Stadium statt, als Ausweichplatz für den verzögerten Louisiana Superdome, in den ab Sommer 1975 alle Großveranstaltungen wechselten. Nach Zwischennutzung bis 1979 wurde abgerissen. Heute befindet sich in der Nähe der alten Spielstätte das Yulman Stadium, das 2014 eingeweihte Footballstadion der Universität.

## Geschichte
Die Anlage wurde 1925 mit rund 35.000 Sitzplätzen eröffnet. 1957 wurde die Kapazität auf 80.950 Personen erhöht und das Stadion bekam eine Flutlichtanlage. The Third Tulane Stadium wurde hauptsächlich dafür gebaut, den College Football Sugar Bowl zu beheimaten, was es auch bis zum 1974 Sugar Bowl tat welcher schon am 31. Dezember 1974 ausgetragen wurden, nicht am Neujahrstag wie üblich. Als Konzertarena für die Beatles mitten in der Beatlemania 1964 wurde das Stadion noch nicht freigeben, aber später fand das Soul Bowl '70 Konzert statt. 1976 spielte ZZ Top dort, wobei es zu Ausschreitungen kam. Seither erlaubt die Universität keine Großkonzerte mehr in ihren Stadien. 
Von 1967 bis 1974 diente das Tulane Stadium als Heimat für die New Orleans Saints aus der NFL, wo sie mehr oder weniger erfolglos spielten. Ein Ereignis im Tulane Stadium jedoch ging in die Geschichtsbücher der NFL ein: Am 8. November 1970 lagen die New Orleans Saints lagen gegen die Detroit Lions zwei Sekunden vor Spielende mit 16:17 zurück und hatten nicht einmal die Mittellinie erreicht, standen an ihrer eigenen 37yd-Linie. Das Tor befand sich nach den damaligen Regeln noch auf der Goalline am Beginn der Endzone, nicht an deren Ende (seit 1974). Obwohl bis dahin das längste Field Goal der NFL-Geschichte aus 56 Yards erzielt wurde, beschloss man, Tom Dempsey diesen 63 Yard langen Field-Goal-Versuch treten zu lassen. Dempsey, dem rechts einige Finger und Zehen fehlten, verwandelte diesen Kick souverän mit seinem „Eisenfuß“. Bis 2013 gelang es nur drei Male, diese Leistung zu wiederholen, dabei zweimal in der dünnen Höhenluft des Mile High Stadium von Denver.
Weiterhin war das Stadion Austragungsstätte von drei Super Bowls die jeweils Mitte Januar stattfanden: Super Bowl IV 1970 und Super Bowl VI 1972 waren geplant, für den Super Bowl IX im 1975 war das Tulane Stadium nur Ausweich-Spielstätte, denn seit den frühen 1970er Jahren wurde gut 3 km weiter östlich der Louisiana Superdome gebaut. Die vorgesehene Fertigstellung 1974 konnte nicht eingehalten werden, weswegen der seit 1973 geplante Superbowl IX ins Tulane Stadium verlegt wurde. Es war das letzte große Football-Spiel dort denn der Superdome wurde im August 1975 eröffnet, rechtzeitig für die traditionell im Spätsommer beginnende Football-Saison. Auch die Tulane Green Wave trugen ihre Heimpartien von 1975 bis 2014 im Superdome aus, der mit 75000 Plätzen doppelt so groß wie nötig ist.
Das Tulane Stadium wurde in kurzer Zeit herabgestuft, vom Austragungsort von Großveranstaltungen zum Abrissobjekt. Während die unteren Ränge aus Ziegeln und Beton weiter nutzbar waren, war die Metallstruktur der oberen Ränge durch das feuchte Klima in New Orleans stark verrostet und wurde nun als unsicher eingestuft. Das Stadion konnte daher zuletzt nur noch eingeschränkt genutzt werden, als Trainingsstätte (so etwa der Denver Broncos vor Super Bowl XII 1978) und für kleinere Veranstaltungen wie Highschool Football. 
Das veraltete Stadion wurde zwischen November 1979 und Juni 1980 abgerissen. Dabei wurden in vergessenen Lagerräumen der Universität u. a. eine ägyptische Mumie wiederentdeckt. Es war das erste Super Bowl beherbergende Stadion, das abgerissen wurde, erst 1999 folgte mit dem Tampa Stadium die nächste ehemalige Spielstätte um die NFL-Meisterschaft. Das Spielfeld des Tulane Stadium wird als Brown Field u. a. für Fußball genutzt. Ab 2013 wurde direkt nördlich davon das Yulman Stadium mit 30000 Plätzen erbaut. Es wird seit 2014 genutzt.

## Galerie

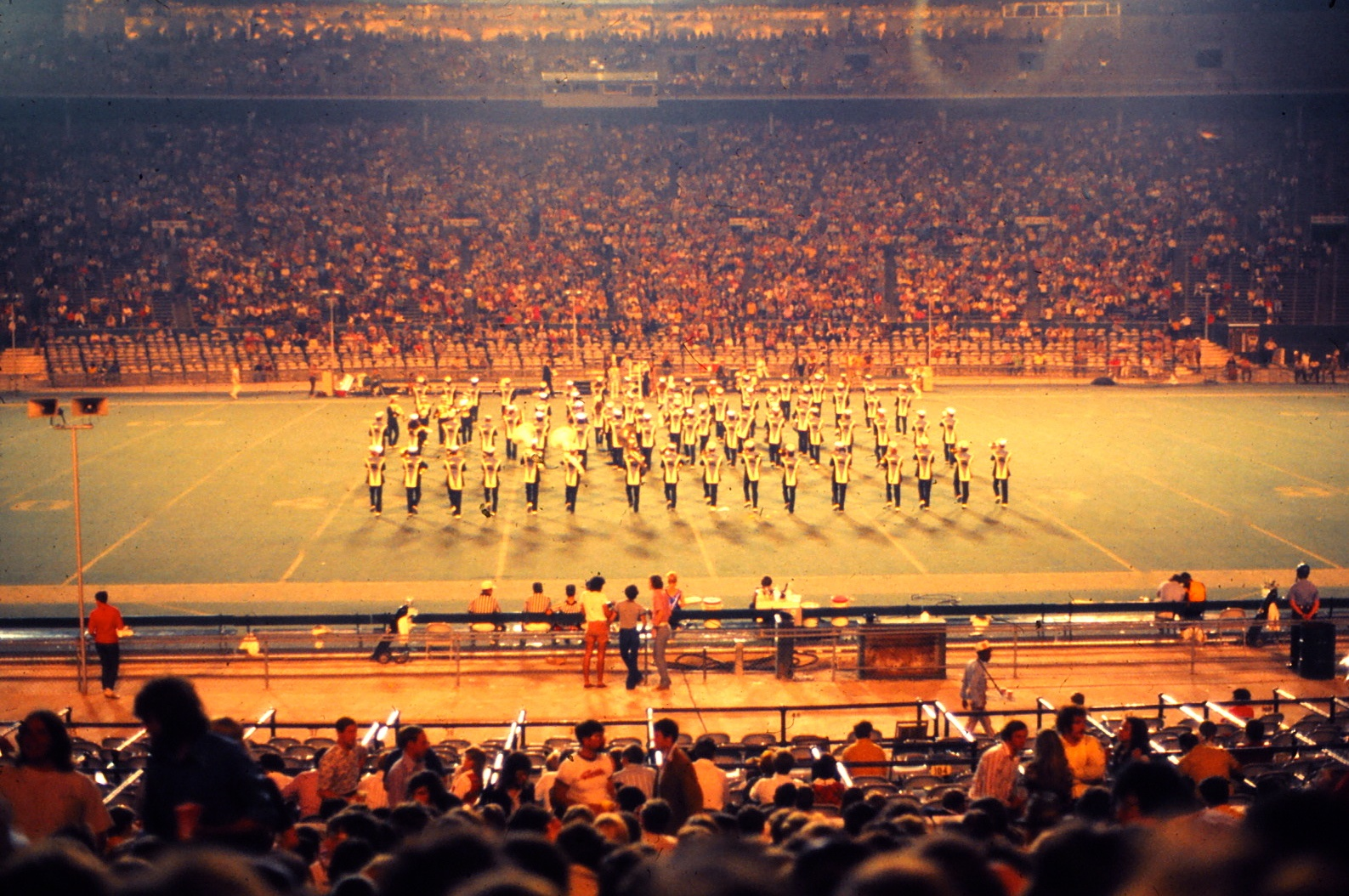
Der Sugar Bowl im Oktober 1972
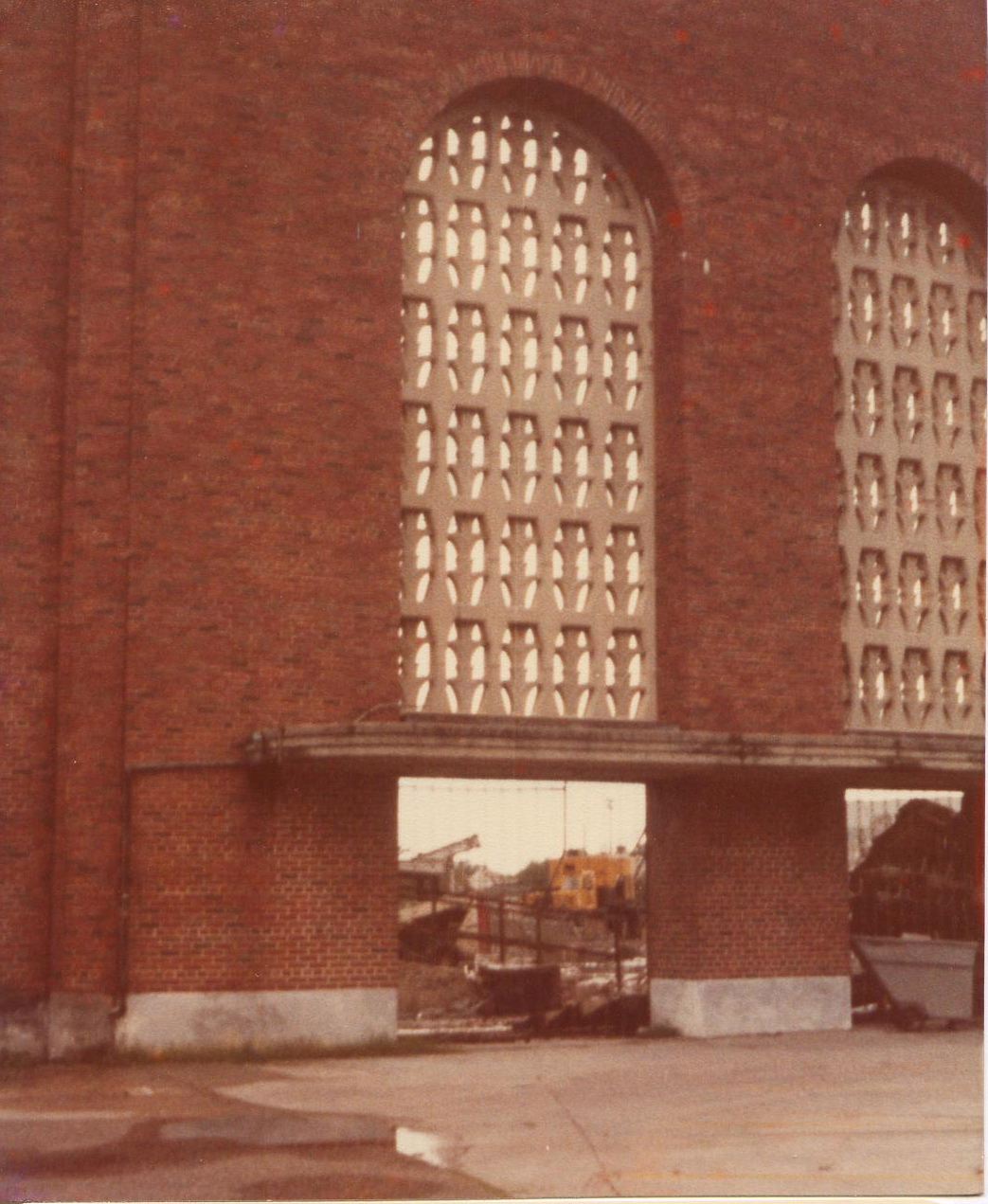
Das Stadion während des Abbruchs